# EFG International
EFG International — швейцарский банк, занимается управлением активами и частным банкингом. Крупнейшим акционером является греческий миллиардер Спирос Лацис (45 % акций).

## История
Банк European Financial Group (EFG, «Европейская финансовая группа») был основан в 1995 году. Его основателями были Жан-Пьер Куони (Jean-Pierre Cuoni), Лоренс Хауэлл (Lawrence D. Howell) и несколько других банкиров. Финансирование банка обеспечила семья Лацис, был куплен цюрихский филиал Banque de Depots и швейцарский бизнес Royal Bank of Scotland. В 2005 году акции банка были размещены на Швейцарской фондовой бирже.
В 2016 году за 1 млрд евро был куплен частный банк BSI; он базировался в Лугано и принадлежал бразильской группе BTG Pactual.

## Деятельность
Активы под управлением по состоянию на конец 2022 года составляли 143,1 млрд швейцарских франков. В списке крупнейших компаний мира по управлению активами за 2022 год EFG International заняла 129-е место ($188 млрд)
Банк имеет обширную международную сеть отделений, распределение выручки по регионам:
- Швейцария и Италия — 28 %,
- Континентальная Европа и Ближний Восток — 15 %,
- Азиатско-Тихоокеанский регион — 13 %,
- Великобритания — 12 %,
- Америка — 8 %,
- международные операции — 25 %.